# 王士雯
王士雯（1933年3月29日—2012年1月30日），山东峄县人，中国老年心脏病学和老年急救医学专家，中国工程院院士。

## 生平
1955年，王士雯毕业于第四军医大学，后赴美国哈佛大学医学院、加州大学医学院深造，后担任解放军总医院老年心血管病研究所所长 。创办《中华老年多器官疾病杂志》、《Journal of Geriatric Cardiology》。1996年当选为中国工程院院士。